# Калита Євген Григорович
Євге́н Григо́рович Калита́ (7 листопада 1925 , Пулини, Волинська округа  — 7 квітня 1985 , Чернігів ) — радянський військовик та освітній діяч, перший директор Чернігівського філіалу Київського політехнічного інституту.

## Життєпис
Євген Калита народився 7 листопада 1925 року в смт Пулини на Житомирщині в родині службовців. Його батько, Григорій Захарович, родом з Чернігівщини, після громадянської війни працював на керівних посадах. Мати, Дар'я Петрівна, була вчителькою. В дитинстві разом з батьками часто переїздив і жив у Черкасах, Полтаві, Дубов'язівці Сумської області.
У 1933 пішов до школи у Полтаві. У 1936 році переїхав з батьками до Чернігова, де навчався в школі № 8. Навчався на відмінно, був головою ради загону та навчального комітету школи.
У березні 1938 року його батько, який тоді керував підприємствами лісової галузі, був заарештований та засуджений Особливою нарадою НКВС до позбавлення волі на вісім років без ураження в правах. Після відбуття покарання в 1946 році батько повернувся у родину й почав добиватися реабілітації. Але натомість був висланий на Далекий Схід, де й загинув.
В 1941 році Євген закінчив 8 класів, але в серпні цього ж року через наступ німецьких військ на Чернігів разом з родиною був евакуйований до Романівського району Саратовської області, де він продовжив навчання в середній школі, а в червні-жовтні 1942 працював помічником комбайнера Романівської МТС.
У 17 років юнак добровольцем вступив до Червоної армії, в березні-серпні 1943 навчався в Могильовському піхотному училищі.
В званні рядового, кулеметник 186-го гвардійського стрілецького полку 62-гої гвардійської стрілецької дивізії Євген Калита воював на Степовому та 2-му Українському фронтах. В жовтні 1943 року, після поранення потрапив на лікування до шпиталю № 4171 2-го Українського фронту. Через декілька місяців після лікування Євген автоматником 33-ї гвардійської мотострілецької бригади на 2-му Українському фронті визволяв Румунію. З липня 1944 воював на 1-му Білоруського фронту в Польщі кулеметником, автоматником, командиром відділення автоматників-розвідників, виконував обов'язки комсоргу роти. В січні 1945 року отримав важке поранення, лікувався у шпиталі № 4104 в Ташкенті, після чого, в липні 1945 року, Євгена демобілізували як інваліда війни II групи. За участь в бойових діях Євген Калита був нагороджений у 1944 році медаллю «За відвагу», а в 1945 — орденом Слави ІІІ ступеня, медалями «За перемогу над Німеччиною у Великій Вітчизняній війні 1941—1945 рр.» та «За визволення Варшави».
Восени 1945 року юнак вступив до Київського політехнічного інституту, однак навчався недовго — відкрилися рани і довелося повернутися до Чернігова на лікування. У вересні 1946 року він вступив на фізико-математичний факультет Чернігівського державного учительського інституту. Протягом навчання отримував Сталінську стипендію за відмінне навчання та активну участь у громадській роботі.
У 1948 році з відзнакою закінчив інститут за спеціальністю «вчитель математики та фізики 5—7 класів» і залишився працювати старшим лаборантом фізико-математичного кабінету. Одночасно працював у школі № 4, а пізніше — № 1 вчителем математики і астрономії 8—10 класів.
Заочно навчався на фізико-математичному факультеті Ніжинського державного педагогічного інституту, який з відзнакою закінчив у 1951 році за спеціальністю «викладач математики».
Із 1950 року працював на посаді асистента кафедри педагогіки, а потім математики Чернігівського державного учительського інституту.
У вересні 1954 року молодого викладача відрядили на річні курси при Московському державному університеті за спеціальністю «викладач математики вищих навчальних закладів». Наступного року він їх закінчив і здав кандидатський мінімум за фахом «математичні науки», почав роботу над кандидатською дисертацією на тему «Обернена задача спектрального аналізу в постановках з розсіюванням для рівнянь в частинних різницях».
З 1955 року Євген Калита працював старшим викладачем кафедри математики Чернігівського педагогічного інституту, а в 1959 році його призначили деканом новоствореного педагогічного факультету.
В 1960 році в Чернігові відкрився загальнотехнічний факультет Київського політехнічного інституту з вечірньою формою навчання. Наказом Міністерства ВССО УРСР від 11 березня 1960 року Євген Григорович Калита був призначений деканом новоствореного факультету. Разом з організаційною діяльністю по забезпеченню факультету власною навчально-матеріальною базою та підбором науково-педагогічних співробітників Євген Григорович, як старший викладач кафедри вищої математики і теоретичної механіки, читав лекції з вищої математики студентам механічного відділення. У вересні 1963 року його було обрано доцентом кафедри загальнонаукових дисциплін Чернігівського загальнотехнічного факультету КПІ.
В 1965 році на базі загальнотехнічного факультету було відкрито Чернігівський філіал Київського політехнічного інституту в складі трьох факультетів: механічного, технологічного та загальнотехнічного. Очолив його Євген Калита. Завдяки наполегливості Євгена Григоровича у мобілізації фінансових і матеріальних засобів на місцевому, республіканському і союзному рівнях, постійним відрядженням у Київ і Москву у 1968 році почалося будівництво нового навчального корпусу. У 1970 році почали споруджувати лабораторний корпус № 2, у 1974 — прибудову до школи № 16, у 1979 — гуртожиток № 2. В 1975 році філіалу було передано новий навчальний корпус і майстерні.
Євген Григорович був обраний делегатом XXV з'їзду КПРС, депутатом Чернігівської обласної ради народних депутатів, неодноразово обирався членом міському Компартії України, членом Деснянського райкому Компартії України. Він брав участь у роботі обласного і міського відділень товариства «Знання», багато років займав посаду заступника голови обласної організації товариства. Декілька років був головою науково-технічної Ради з економічних та науково-технічних питань та членом республіканської науково-методичної Ради з вищої математики.
Вчений є автором винаходу «Устройство для регулирования скорости намотки», ряду наукових статей та методичних розробок.
1 липня 1982 року у зв'язку зі станом здоров'я полишає посаду директора ЧФ КПІ та виходить на персональну пенсію республіканського значення. 7 квітня 1985 року Євген Калита помер.

## Нагороди
- медаль «За відвагу» (1944)
- Орден Слави ІІІ ступеня (1945)
- медаль «За перемогу над Німеччиною у Великій Вітчизняній війні 1941—1945 рр.» (1945)
- медаль «За визволення Варшави» (1945)
- медаль «В ознаменування 100-річчя з дня народження Володимира Ілліча Леніна» (1970)
- орден «Знак Пошани» (1961, 1971, 1975)
- почесне звання «Заслужений працівник вищої школи УРСР» (1978)
- медаль «20 років перемоги у Великій Вітчизняній війні 1941—1945 рр.»
- медаль «50 років Збройних Сил СРСР»
- почесний знак «25 років перемоги у Великій Вітчизняній війні»
- почесний знак «50 років Українській РСР»

## Пам'ять
У 2021 році колишні випускники ЧФ КПІ встановили на честь Євгена Калити пам'ятну дошку з лівого боку фасаду центрального учбового корпусу університету.
1 червня 2023 року Чернігівська міська рада перейменувала вул. Некрасова на вул. Євгена Калити.